# Anneissia bennetti
La comatula di Bennett (Anneissia bennetti (Müller, 1841)) è un crinoide della famiglia Comatulidae. Fino al 2015 era conosciuto come Oxycomanthus bennetti.

## Descrizione

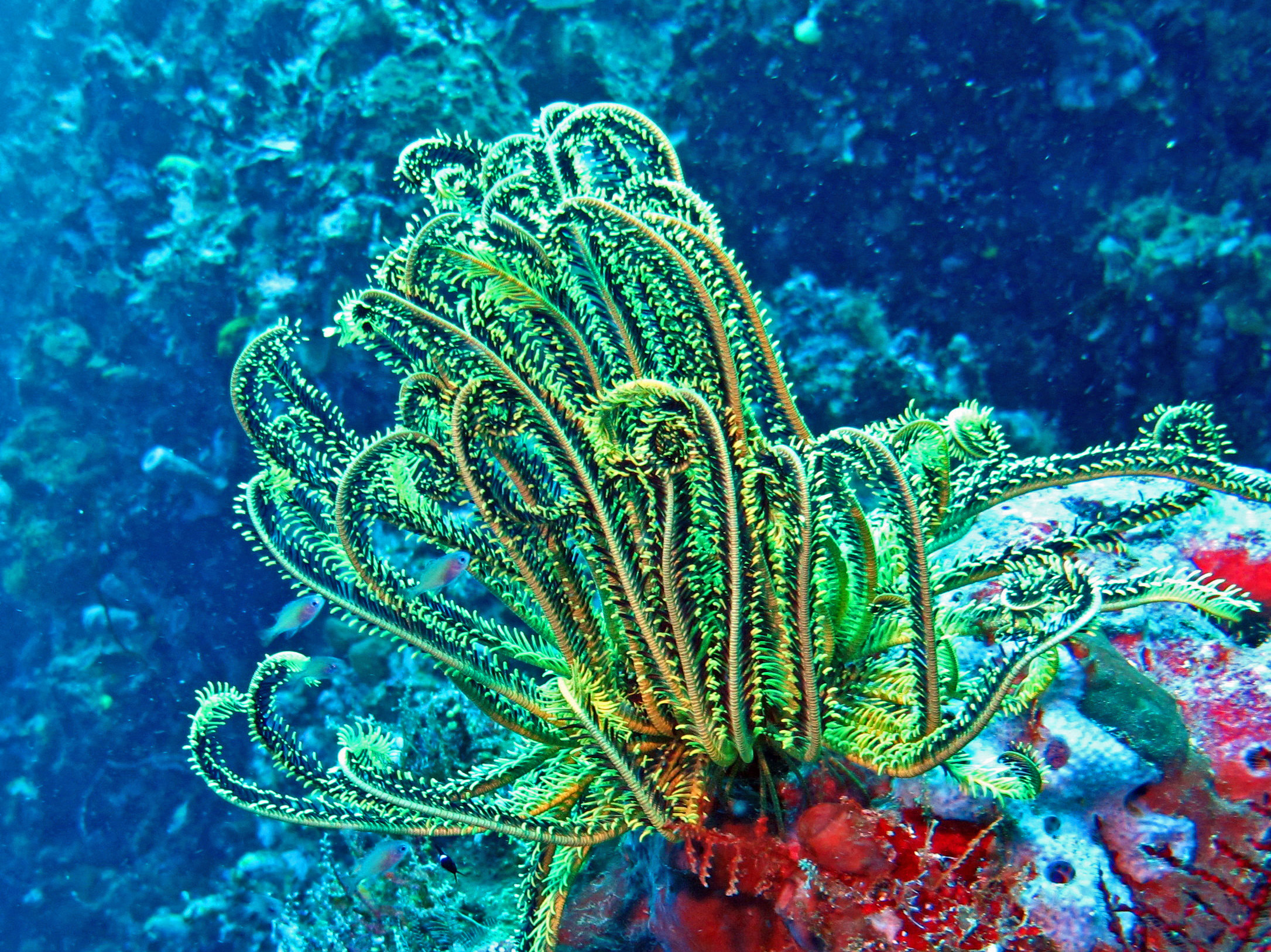
Anneissia bennetti nelle Filippine

Gli esemplari di Anneissia bennetti possono crescere fino a 300 mm. Hanno da 31 a 120 braccia piumate, spesso usate per intrappolare il cibo. La bocca è sul lato superiore del piccolo corpo. Le braccia hanno numerose appendici simili a dita, note come pinnule. Il colore di questa specie è abbastanza variabile e va dal giallo al marrone e al viola.

## Biologia
All'inizio della loro vita queste comatule rimangono attaccate al fondale marino per almeno 1-2 settimane. Passate queste, quando sono abbastanza cresciute, si staccano dal fondo.
Questa specie di crinoidi si nutre di detriti, fitoplancton e zooplancton.

## Distribuzione e habitat
Questa specie è diffusa nell'Oceano Pacifico indo-occidentale, dal Golfo del Bengala, dalle Maldive alle Isole Marshall e dalla Cina all'Australia, a Bali e in Indonesia, ad una profondità di 30 – 50 m.